# Гаванский университет
Гаванский университет (исп. Universidad de La Habana, сокращённо UH) — один из ведущих вузов Кубы. Расположен в Гаване, в престижном районе Ведадо. Он стал одним из первых подобных учреждений в Западном полушарии.

## История
Университет был основан в 1728 году. Первоначально он имел религиозную направленность и носил название Real y Pontificia Universidad de San Gerónimo de la Habana, что в переводе с испанского означает Королевский и Папский университет Святого Иеронима. 
В XVIII веке всем подобным заведениям, которые создавались при участии испанцев, надлежало получить разрешение монарха или папы римского, поэтому в названиях университетов появлялись приставки Королевский или Папский. Разрешение на открытие Гаванского университета дали король Филипп V и папа Иннокентий XIII.
Сначала здесь готовили священнослужителей и чиновников королевской администрации. В 1841 году университет стал светским образовательным учреждением и получил новое название Real y Literaria Universidad de La Habana.
В 1863 году университет был реорганизован. После окончания испано-американской войны 1898 года (в результате которой Испания признала независимость Кубы) учебное заведение было переименовано в Universidad Nacional.
Сначала университет находился в Старой Гаване в районе Вилла-де-Сан-Кристобаль, а 1 мая 1902 года он переехал в новое здание, которое располагалось в районе Ведадо. Торжественность и величественность строению придают его большие размеры, а также архитектурные элементы, выполненные в стиле неоклассицизма. Интерьеры университета, созданные Армандо Менокалем, украшают семь фресок, которые символизируют медицину, искусство, мышление, гуманитарные науки, литературу и право.
Перед главным входом установлена бронзовая статуя Альма-матер. Автором фигуры, созданной в 1919 году, является художник Марио Корбел, а моделью выступала Феличиана «Чана» Виллалон, 16-летняя дочь профессора аналитической математики Гаванского университета Хосе Рамона Виллалон Санчеса. «Чана» вышла замуж за дальнего родственника Армандо Менокаля — Хуана Мануэля Менокаля, профессора права. У последнего, когда тот преподавал в университете, обучался Фидель Кастро. Внучка «Чаны» и Хуана Мануэля Менокаля, Мария Роса Менокаль сегодня является известной писательницей, также она занимает должность директора Гуманитарного центра Йеля.
В конце 1930х годов на медицинском факультете Гаванского университета была создана лечения тропических болезней (в дальнейшем ставшая основой для создания 8 декабря 1937 года Кубинского института тропической медицины).
10 марта 1952 года в результате государственного переворота к власти на Кубе пришёл Фульхенсио Батиста, и университет стал центром антиправительственных протестов. По распоряжению Батисты, университет был закрыт, а его здания заняли вооруженные автоматическим оружием полицейские. 
После победы Кубинской революции в январе 1959 года университет возобновил работу. С начала 1960х годов началось научное сотрудничество с СССР и другими социалистическими странами. 1961 год был объявлен "годом образования", финансирование образования и науки было увеличено, началось создание новых центров высшего образования. 
В связи с необходимостью увеличить масштабы подготовки специалистов по техническим специальностям, в 1960-1962 гг. университет был реорганизован. В 1962 году при Гаванском университете была создана историческая школа. В 1973 году в составе Гаванского университета имелось два филиала (в городах Никаро и Моа).
В 1977 году в университете насчитывалось свыше 3 тыс. преподавателей и 53,7 тыс. студентов.
В 1979 году в составе университета было 9 факультетов: биологический, географический, психологический, физико-математический, химический, экономический, факультет философии и истории, факультет права и подготовительный факультет. Кроме того, в состав университета входило 24 НИИ, 22 школы и библиотека.
5 сентября 1984 года был открыт факультет журналистики.
В 1988—1995 гг. в университете обучалось около 16 тыс. студентов.

## Структура

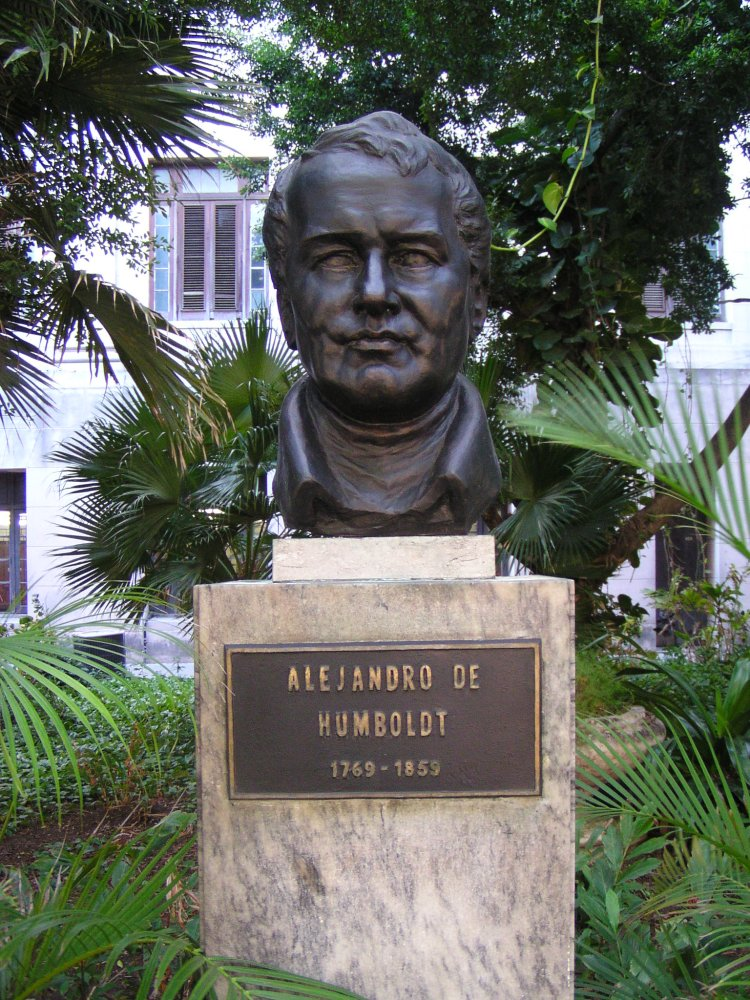
Бюст Александра фон Гумбольдта на территории университета. Путешественник посетил Гавану на рубеже XVIII— XIX веков.

В Гаванском университете насчитывается 14 факультетов. Обучение проводится по 25 различным специальностям, а количество студентов равно 60 тыс. человек.
Факультеты:
- Биологический;
- Фармацевтики и пищевых продуктов;
- Физический;
- Географический;
- Математики и компьютерных наук;
- Психологический;
- Химический;
- Искусств и литературы;
- Коммуникаций;
- Права;
- Философии и истории;
- Экономический;
- Туризма;
- Бухгалтерского учёта и финансов.

Также Гаванский университет предоставляет возможность дистанционного обучения.
При университете действует библиотека (одна из крупнейших научных библиотек в стране).
Университет издает научный журнал "Universidad de la Habana" и бюллетень "Boletin Universitario".

## Известные преподаватели и студенты

### Студенты
- Фидель Кастро — революционный и политический деятель, команданте, руководитель Кубы. В 1950 году окончил юридический факультет Гаванского университета, затем аспирантуру;
- Рауль Кастро — брат и соратник Фиделя Кастро. Председатель Государственного совета и Совета Министров;
- Хосе Лесама Лима, поэт, прозаик, эссеист. Окончил университет в 1938 году;
- Хосе Мануэль Поведа — поэт и переводчик, один из пионеров «кубинского негризма».
- Эмилио Нуньес Портуондо — премьер-министр Кубы, министр сельского хозяйства и посол Кубы в странах Европы. Окончил университет в 1919 году;
- Хосе Мариа Эредиа — поэт и общественный деятель, один из зачинателей романтизма в литературе Латинской Америки.

### Преподаватели
- Рикардо Бофиль — профессор философии, политический активист и диссидент.
- Юсниер Виера — профессор численного анализа факультета математики и информатики (2005—2007), кубино-американский математик, феноменальный счётчик, мировой рекордсмен в области устного календарного исчисления.
- Пашов, Петр Минков - лингвист.

### Почётные доктора наук
- Логунов, Анатолий Алексеевич — советский и российский физик-теоретик. Ректор МГУ.